# 破壊された惑星

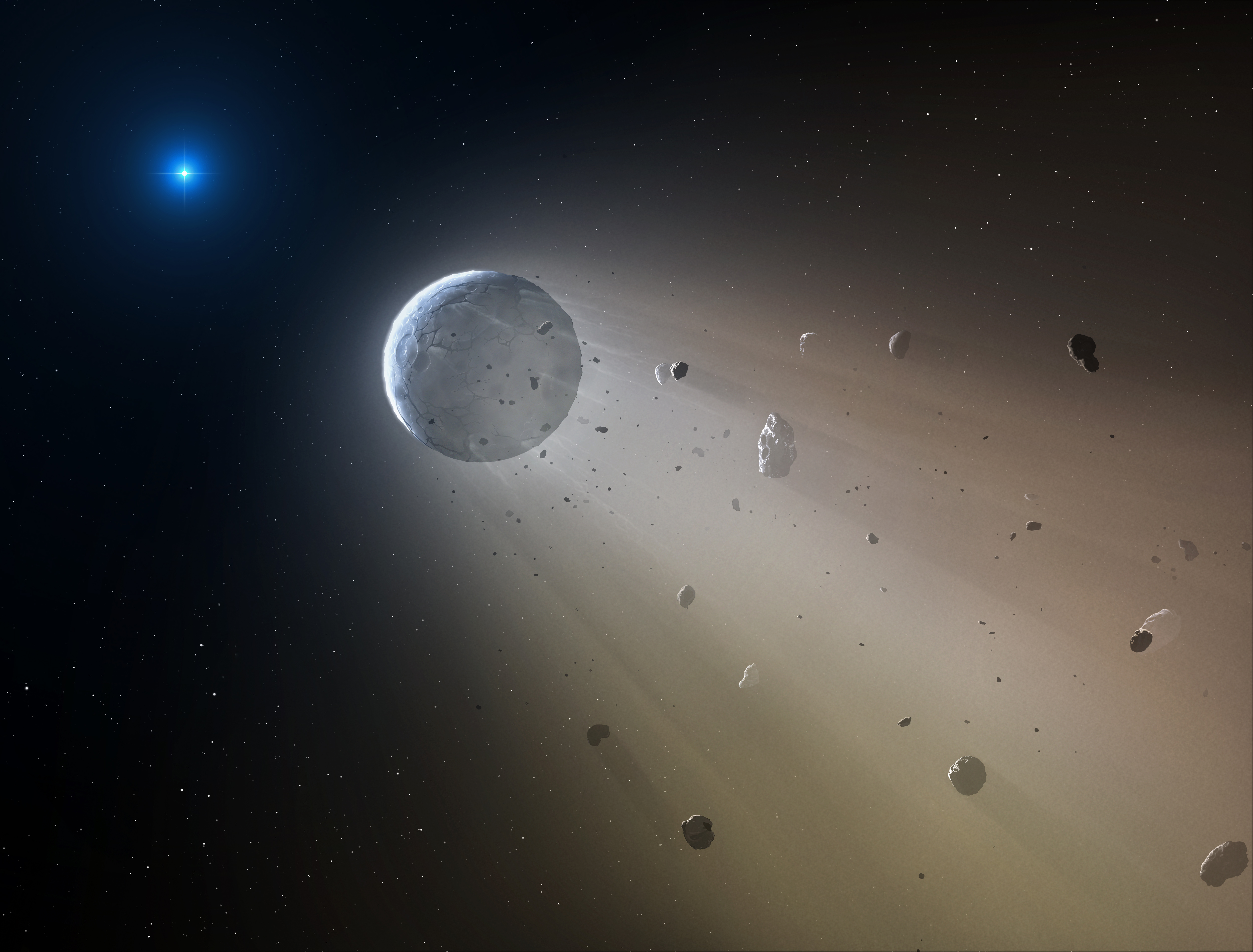
主星によって蒸発させられている岩石惑星の想像図

破壊された惑星（英語: disrupted planet）とは、天文学において惑星や太陽系外惑星、それらより小さい微惑星、衛星、太陽系外衛星、小惑星などが近くに存在する別の天体によって破壊されたものである。「Necroplanetology」とはそのようなプロセスに関連している研究である。天体が破壊された結果、発生したガス、塵、及び破片は過剰に生成される可能性があり、それらは最終的に星周円盤または塵円盤の形で主星を取り囲むとされる。その結果、破片が周回する領域は不均一に塵が輪状になっている可能性があり、主星の見かけの光度に不規則な変動を引き起こす。これはKIC 8462852（タビーの星）やうお座RZ星、WD 1145+017のような変光星から観測された光の光度曲線が奇妙に変動していた原因と同じだった可能性がある。このような恒星からは過剰な量の赤外線が検出される可能性があり、塵や破片が恒星を周回している可能性があることを示す証拠となる。

## 例

### 惑星
破壊された惑星、またはそのような惑星の一部であると考えられる惑星またはそれらに関連する残骸の例には、オウムアムア及びWD 1145+017 b、ならびに小惑星、ホット・ジュピターが含まれる。また、仮説上の惑星としては仮説上の第5惑星やフェイトン、惑星V、テイアなどが含まれる。

### 恒星
惑星が破壊されたと考えられる主星の例には、EPIC 204278916、KIC 8462852（タビーの星）、PDS 110、うお座RZ星、おおぐま座47番星が存在する。

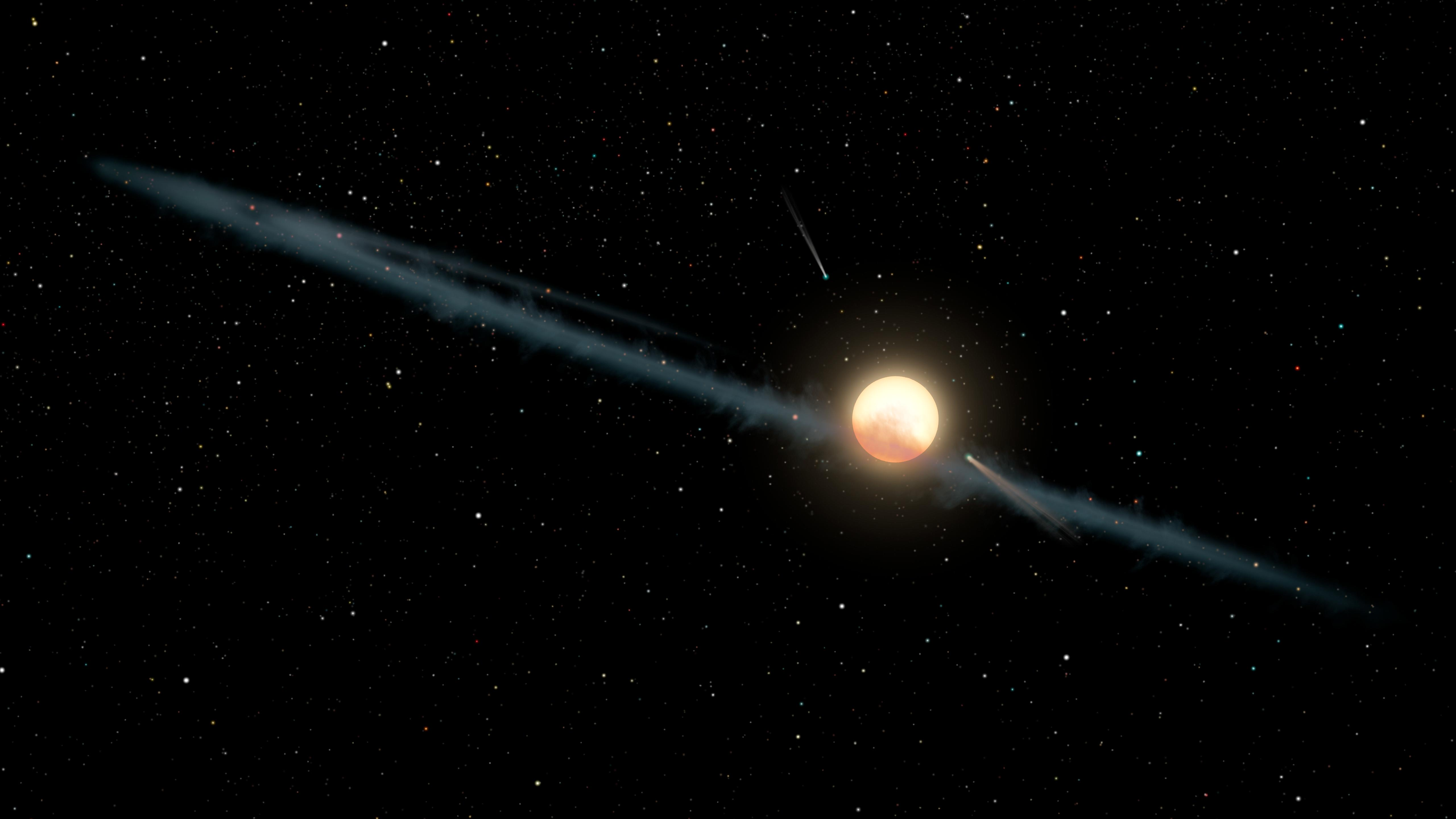
KIC 8462852（タビーの星）を取り巻く不均一な塵の輪の想像図

## KIC 8462852（タビーの星）の光度曲線
KIC 8462852（タビーの星）は、F型主系列星であり、最大22%の明るさの減光など、異常な光の変動を示している。これらの不規則な変化を説明するためにいくつかの仮説が提案されているが、これまでのところ、光度曲線のすべての様相を完全に説明しているものは存在していない。一つの説明は、不均一な塵の輪がKIC 8462852を周回しているということである。しかし、2019年9月、天文学者は観測されたKIC 8462852の減光は惑星から孤立した太陽系外衛星の破壊に起因する破片によって生成された可能性があると報告した。

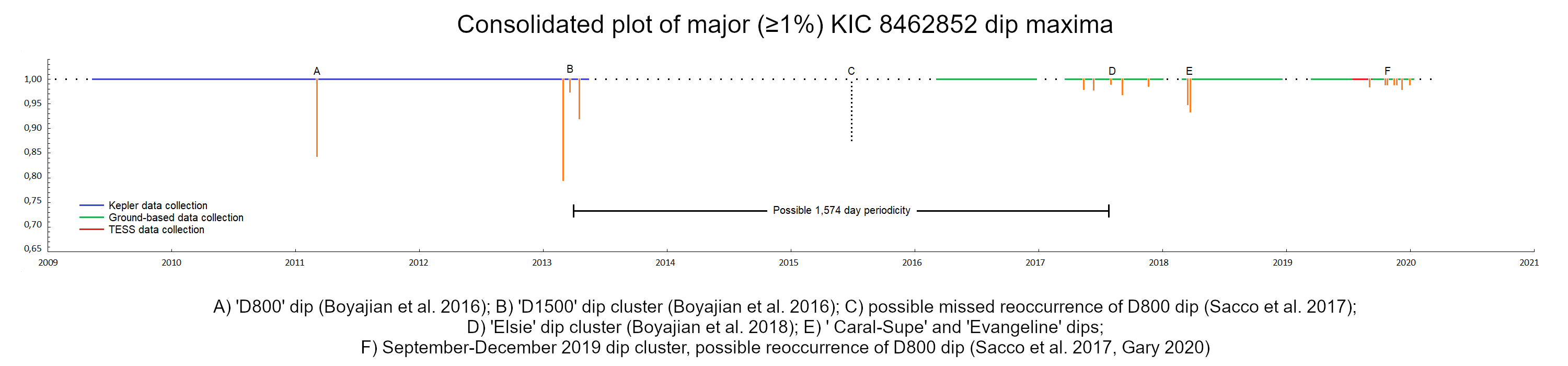
すべての既知の調光の統合プロット（2020年3月1日）

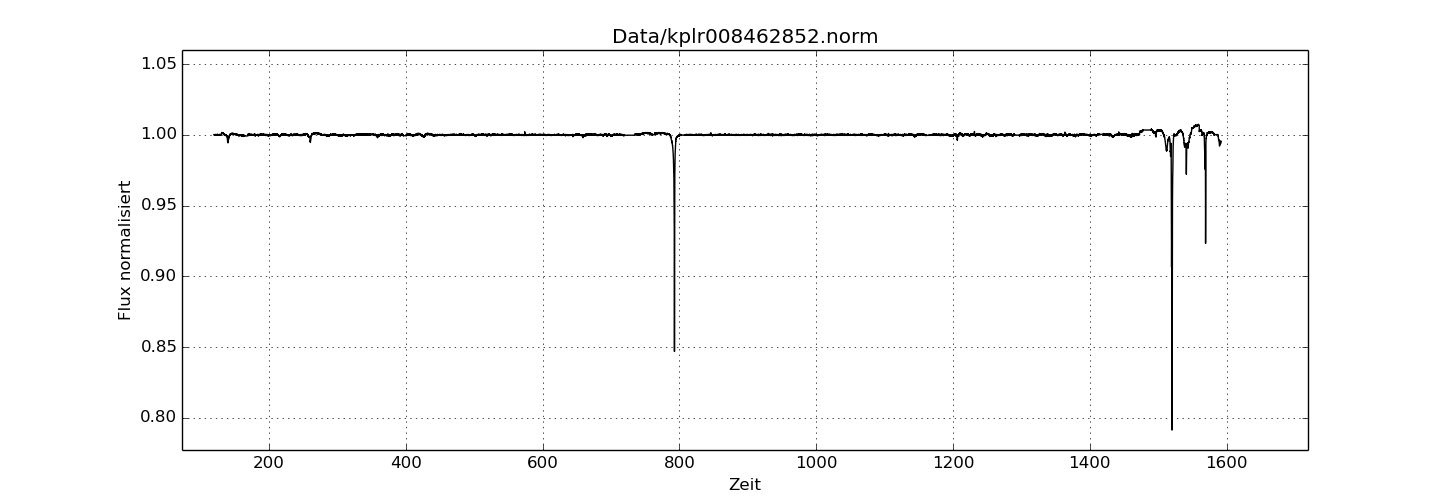
すべての光度曲線データ-2009年12月から2013年5月、スキャン日数0066から1587（ケプラー）
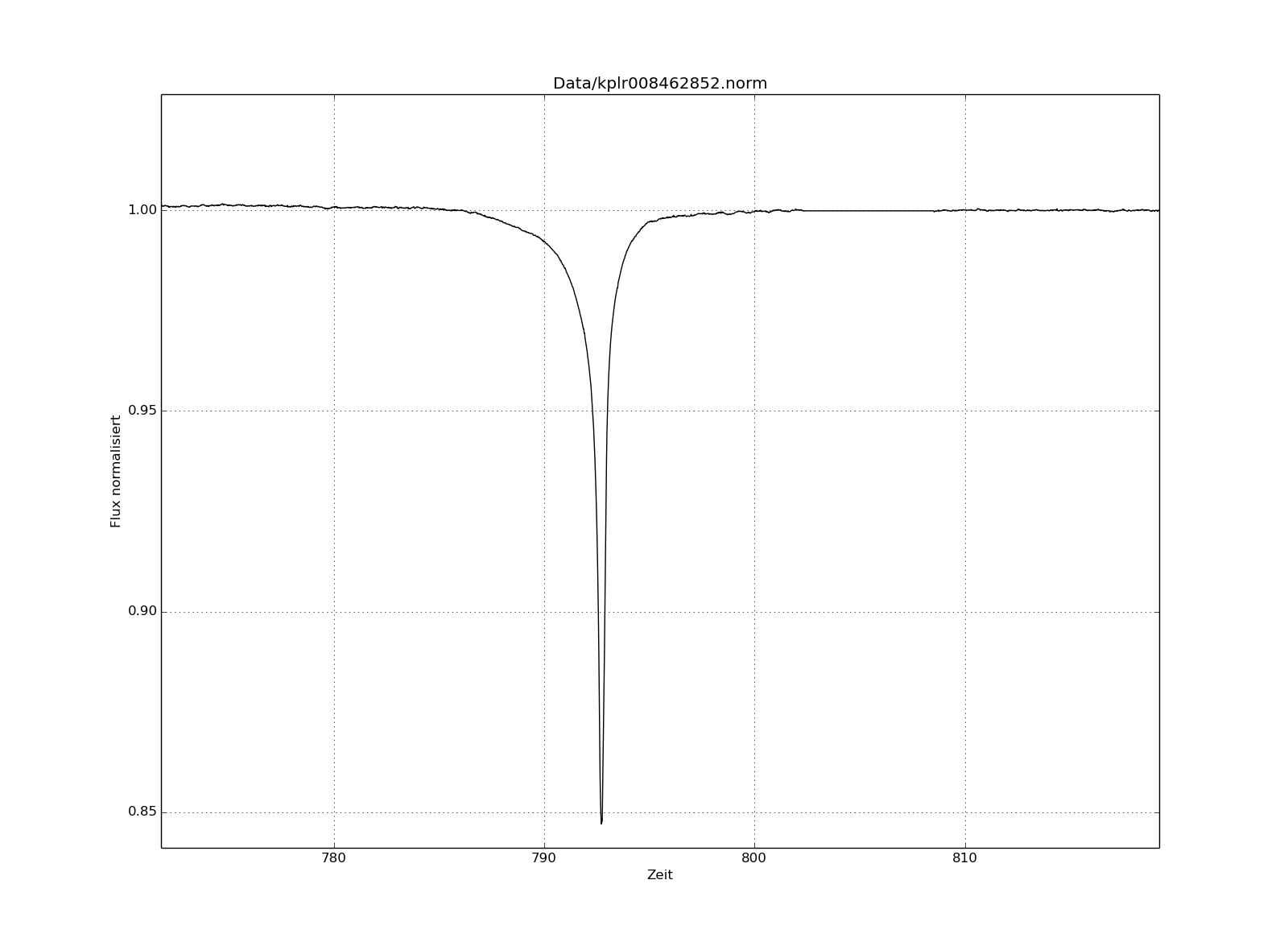
2011年3月5日-792日目最大減光15%（ケプラー）
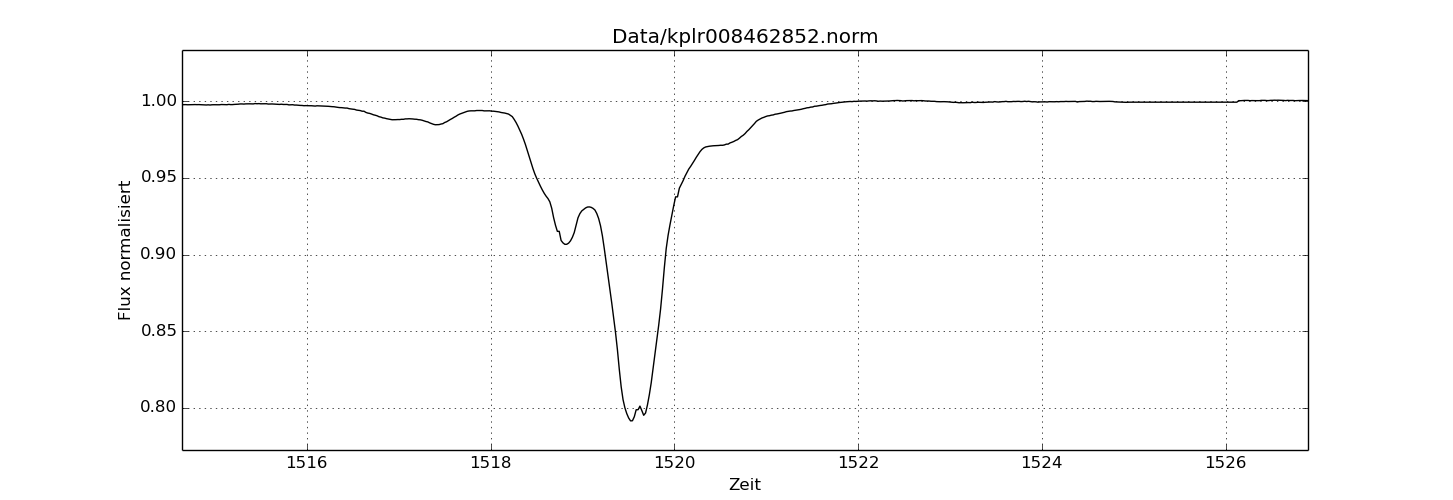
2013年2月28日-1519日目最大減光22%（ケプラー）
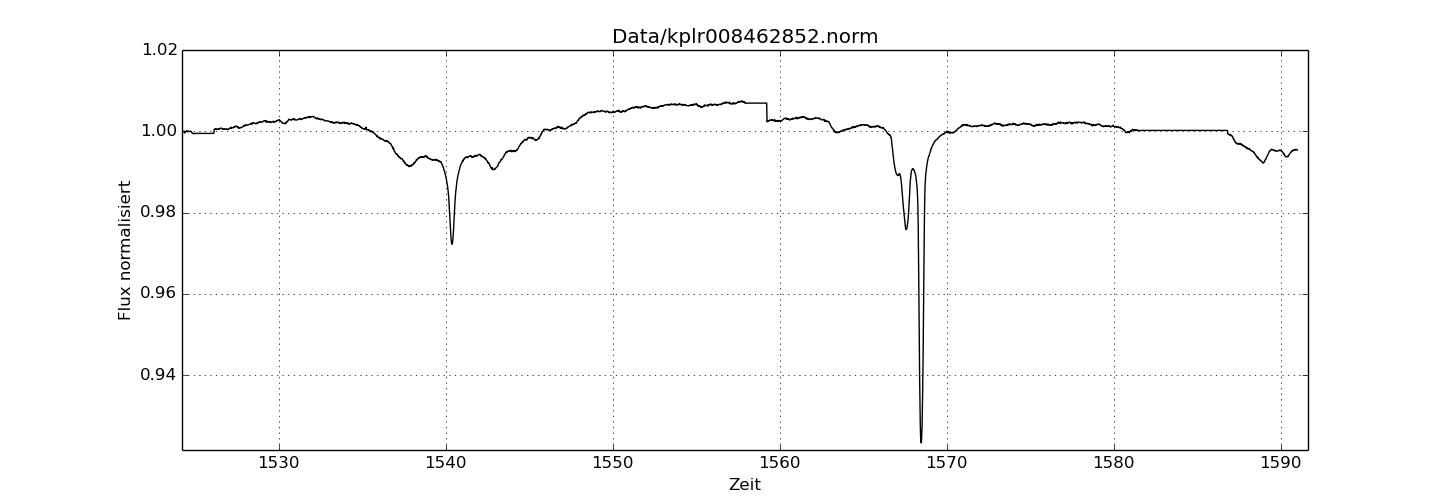
2013年4月17日-1568日目最大減光8%（ケプラー）
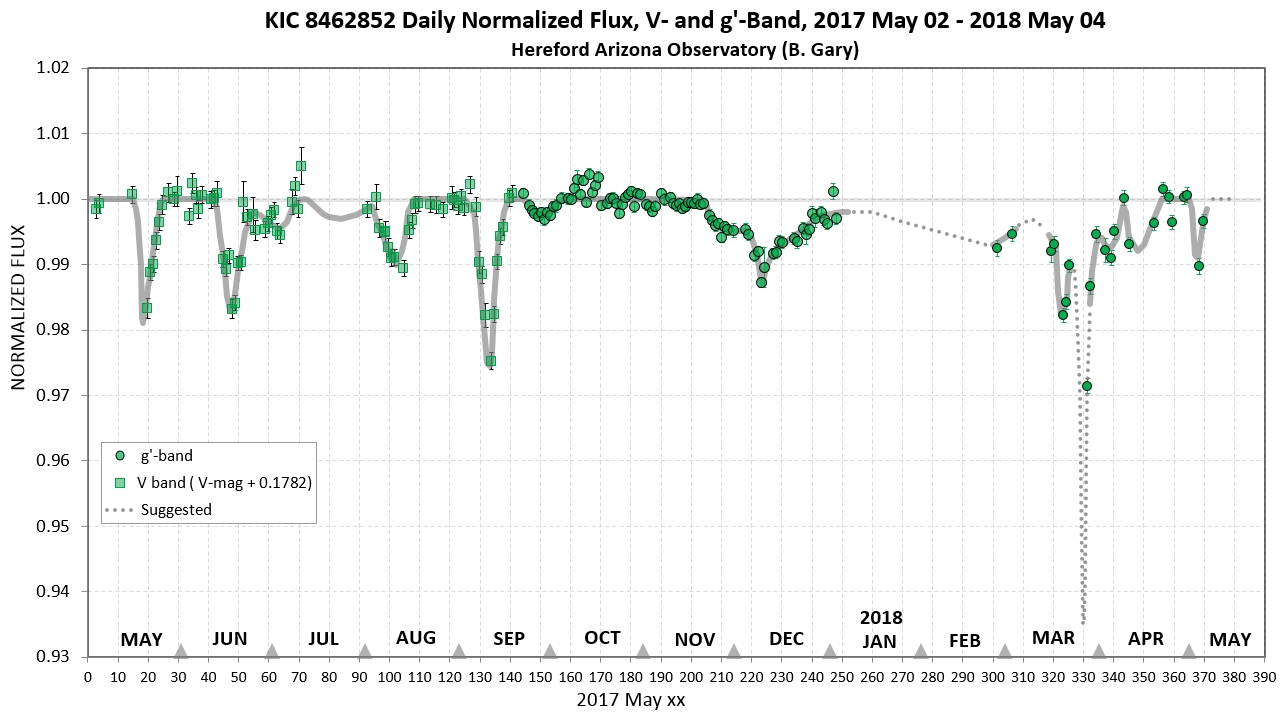
1年間の光度曲線-2018年5月4日まで（HAO）[18][19][注 2]
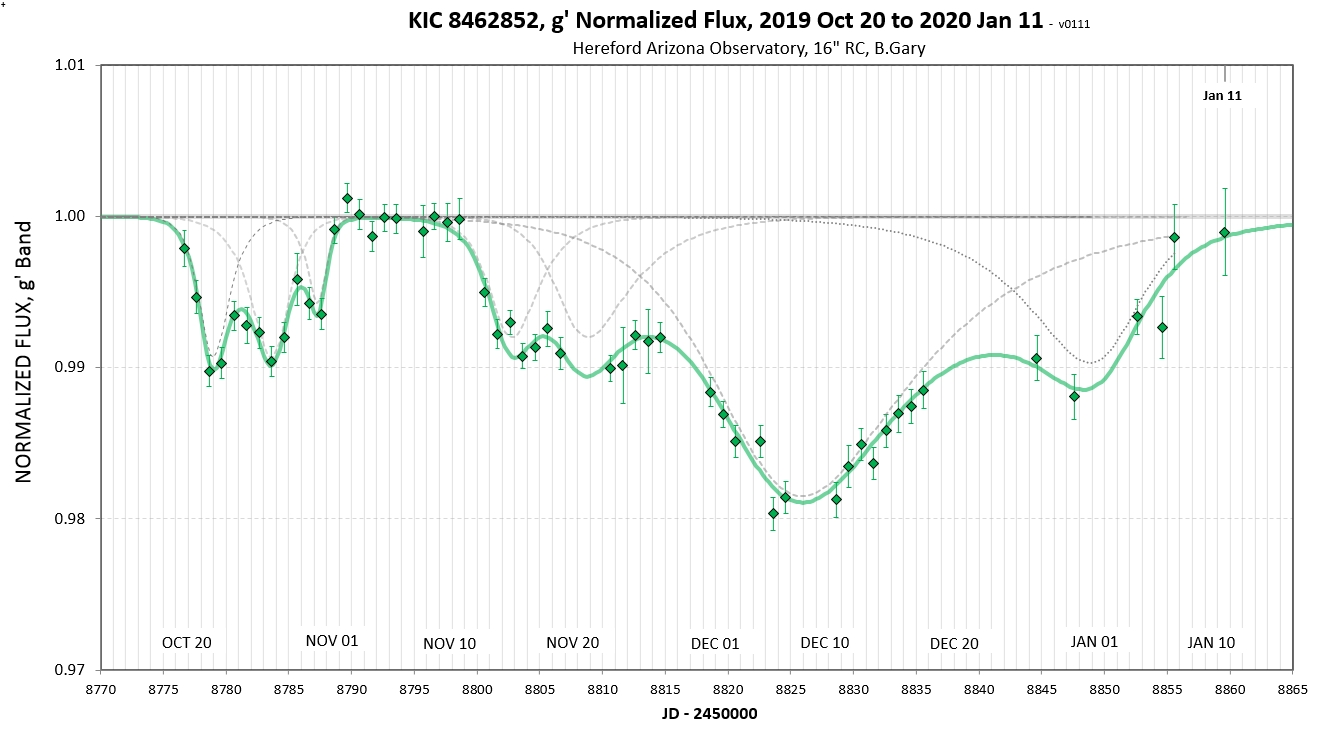
2019年10月10日から2020年1月11日までの光度曲線（HAO）